# 相良歩

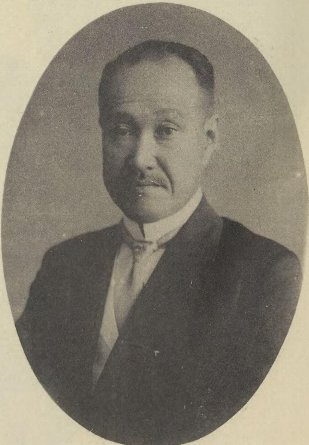
相良歩

相良 歩（さがら あゆみ、1876年（明治9年）5月25日 – 1955年（昭和30年）11月20日）は、金沢市長。

## 経歴
石川県士族相良豊の長男として生まれる。1899年（明治32年）、東京帝国大学法科大学独法科を卒業し、内務属となる。その後、高等文官試験に合格し、愛媛県参事官、長崎県参事官、群馬県事務官・第一部長兼第三部長、宮城県事務官、和歌山県内務部長、山形県内務部長を歴任した。1917年（大正6年）より樺太庁内務部長を務めた。
1922年（大正11年）、金沢市長に選出され、2期8年在任した。